# Hans Michael Schletterer
Hans Michael Schletterer, född 29 maj 1824 i Ansbach, död 4 juni 1893 i Augsburg, var en tysk musiker.
Schletterer var lärjunge till Ludwig Spohr i Kassel samt Ferdinand David och Ernst Richter i Leipzig. År 1847 blev han musikdirektor i Zweibrücken, 1854 universitetsmusikdirektor i Heidelberg, 1858 kapellmästare vid evangeliska kyrkan i Augsburg och 1866 direktor för musikskolan där. 
Schletterer komponerade bland annat kantater, körer, operetter, körsånger och psalmer. Han utgav också körsångs- och violinskolor, arrangemang av klassiker och annat. Större betydelse har han haft som musikskriftställare, genom verken Das deutsche Singspiel (1863) och J.F. Reichardt (1865) samt de i Waldersees samling intagna föredragen om Pergolese, Rousseau, Spohr och Die Entstehung der Oper med mera. År 1875 utsågs han till filosofie hedersdoktor i Tübingen.